# Нік Стоун
Андреа Ніколь Лівінгстон (англ. Andrea Nicole Livingstone) більш відома як Нік Стоун (англ. Nic Stone); нар. 10 липня 1985) — афроамериканська письменниця підліткової літератури, відома своїм дебютним романом Любий Мартін та Чистий вихід (англ. Clean Getaway).

## Ранні роки
Стоун народилася і виросла в передмісті Атланти, штат Джорджія. Отримала ступінь психолога в коледжі Спелмана. Після коледжу займалася підлітковим менторством і на кілька років переїхала до Ізраїлю.

## Кар'єра
Під час поїздки до Ізраїлю в 2008 році Стоун захотіла спробувати свої сили в письменництві, коли зустріла сім'ю з історією, яка її захопила. Стоун написала свій перший роман у 2017 році, будучи натхненною серією книг «Дивергент» письменниці Вероніки Рот, тому що це був перший цикл книг із темношкірими персонажами які її захопили.

### Любий Мартін
Дебютний роман Ніколь «Любий Мартін» про старшокласника в якій навчаються переважно білі учні, він починає писати листи Мартіну Лютеру Кінгу після небезпечної зустрічі з поліцейськими-расистами, був опублікований в 2017 році видавництвом Crown Books for Young Readers. Пізніше Стоун розповіла, що почала писати роман після смерті Джордана Девіса, 17-річного темношкірого учня середньої школи, який був застрелений білим чоловіком на ґрунті ненависті в 2017 році. Книга дебютувала у списку бестселерів New York Times на четвертій позиції. Роман також був обраний фіналістом премії Вільяма К. Морріса в 2017 році та отримав рецензію від Booklist. Книгу було видано та перекладено в Німеччині, Бразилії, Індонезії, Нідерландах, Великій Британії, Туреччині та Румунії. Через два роки після першої публікації «Любий Мартін» знову потрапив у список бестселерів New York Times у книжці «Young Adult Paperback» і посів перше місце у лютому 2020 року.
У жовтні 2020 року було опубліковано продовження, Дорога Юстиція, про ув'язненого підлітка, якого судять за звинуваченнями у вбивстві. Сама ж Стоун розповідала, що не планувала писати продовження. Але підбадьорена видавцем, вона вирішила написати книгу про «чорного хлопчика, якого всі бояться».

### Чистий вихід
У січні 2020 року видавництво Crown опублікувало її другу новелу «Clean Getaway», проілюстровану Давудом Анябвіле. В ній розповідається про 11-річного Скуба, який відправляється в подорож зі своєю бабусею. Книга отримала рецензії від Publishers Weekly та Booklist і дебютувала у списку бестселерів New York Times для дітей середніх класів на п'яттому місці. Стоун розповідає, що натхненням для новели став заголовок у Твіттері про бабусю шахрайку в Атланті, яка виявилася міжнародною крадійкою коштовностей.

### Інші роботи
Другий роман для молоді, Odd One Out, розповідає про трьох кольорових квір-підлітків у любовному трикутнику та досліджує теми статі, сексуальної плинності та ідентичності. Книга була опублікована в 2018 році видавництвом Crown Books for Young Readers. У 2019 році видавництво Crown опублікувало третій роман Стоун під назвою «Jackpot» про продавця заправки, який придбав виграшний лотерейний квиток. Сам роман був написаний ще в 2015 році.
У вересні 2019 року було оголошено, що Стоун напише роман про Шурі з «Чорної пантери» Marvel. Роман був опублікований видавництвом Scholastic в 2020 році.
Стоун написала роман для молоді Блекаут (англ. Blackout), випущений у червні 2021 року, який вона написала у співавторстві з Доніель Клейтон, Тіффані Д. Джексон, Енджі Томас, Ешлі Вудфолк і Ніколою Юн.
Окрім художньої літератури для молоді та середніх класів, Стоун також пише есе, а її короткі художні твори з'явилися в багатьох антологіях.
В лютому 2022 року, Стоун презентувала подкаст із 6 епізодів для Marvel та Sirius XM, історію коміксів Marvel: Чорна пантера.

## Особисте життя
Андреа є відкритою бісексуалкою.